# Escherichia coli O104:H4
Escherichia coli O104:H4 est une souche entérohémorragique rare de la bactérie Shiga Toxine Escherichia Coli, connue pour être la cause de l’épidémie de syndrome hémolytique et urémique de 2011 en Europe. Le « O » de la classification sérologique sert à désigner l’antigène lipopolysaccharide de la paroi cellulaire, alors que le « H » désigne l’antigène flagellaire.
Le séquencage du génome de la souche réalisé au Beijing Genomics Institute, à Shenzhen, en Chine, a révélé que celle-ci était « nouvelle souche hyper-toxique », un hybride, qui a acquis une partie de sa virulence de souches entéroaggrégatives d'E. coli (EAEC), par transfert horizontal de gènes,.

## Historique

### Premiers cas
24 mai 2011 : les autorités sanitaires allemandes s'inquiètent de la propagation rapide de l’Escherichia coli entérohémorragique (ECEH), qui serait à l’origine de trois décès dans le nord du pays, en sus de centaines de cas recensés au cours des deux dernières semaines,. L’épidémie touche également la Suède, le Danemark, le Royaume-Uni et les Pays-Bas,.

### Premières errances
26 mai 2011 : alors que la transmission de la bactérie s’opère d’ordinaire par le biais de la viande ou du lait, la Commission européenne lance une alerte pour informer que l’un des facteurs identifiés contribuant à l’essaimage de l’infection serait imputable à la consommation de concombres contaminés, provenant d’Espagne,,.
27 mai 2011 : les concombres espagnols étant soupçonnés d'être à l’origine de l'infection bactérienne qui sévit dans différents pays européens, dont essentiellement l’Allemagne, Madrid adopte des mesures prophylactiques, en suspendant  de facto les activités liées à deux distributeurs, soupçonnés d’exporter des produits contaminés par une bactérie pathogène, mâtinée d’une toxicité potentiellement mortifère,.

### Essaimage européen
28 mai 2011 : trois cas suspects d’intoxication alimentaire, liée à la bactérie qui s’est essaimée en Allemagne, sont détectés en France.
29 mai 2011 : après avoir provoqué la mort de dix personnes en Allemagne, en sus de centaines de personnes infectées, la source de la contamination n’est toujours pas clairement identifiée ; le syndrome se répand dans plusieurs pays européens.
30 mai 2011 : à la suite de deux nouveaux décès, annoncés dans l'après-midi, le bilan, en Allemagne, s’élève désormais à 14 morts, tous directement liés à la contamination incriminée. Par ailleurs, certains hôpitaux, sis dans le nord de l’Allemagne, sont submergés de cas relevant d’infections par la bactérie Escherichia coli  entérohémorragique (ECEH). Selon les dernières données en vigueur et actuellement disponibles, la piste d’un dénominateur commun – dont le vecteur infectieux serait subordonné à la consommation de légumes crus – paraît de plus en plus plausible.
31 mai 2011 : un nouveau décès – directement imputable aux conséquences séquellaires résultant de la contamination par l’ECEH – survient, pour la première fois, hors territoire allemand, soit : en Suède. Cet événement vient grossir le bilan établi qui fait désormais état – à titre provisoire – de 16 morts cumulées. Rosa Aguilar,  ministre espagnole de l'Agriculture, requiert l’élaboration d’une « solution européenne », visant à contrer la chute des ventes de légumes, à la suite de la découverte de lots de concombres potentiellement contaminés par la bactérie. Ladite ministre remet également en cause la gestion de la polémique par Berlin. Par ailleurs, une équipe de chercheurs met au point une technique de dépistage de l’ECEH. 

### Origine mystérieuse
1er juin 2011 : les concombres – initialement suspectés d’être les vecteurs transmissifs de la pathologie – sont potentiellement mis hors de cause. Selon Bruxelles, il semblerait dès lors apparaître que, en l’état, l’origine fondamentale de l’épidémie – tout comme celle du (ou des) facteur/s causal/aux, qui participerait/ent à sa dissémination factuelle – ne peut encore être clairement identifiée, nonobstant les présomptions liminaires, elles-mêmes devenues caduques, après examens circonstanciés exhaustifs.

### Indemnisations requises
1er juin 2011 : Madrid réclame l’indemnisation de son secteur agricole, au sujet duquel elle reproche aux autorités de surveillance d’avoir précipitamment et injustement attribué une alléguée responsabilité génitrice, dans l’émergence de l’épidémie. Par extension, le gouvernement espagnol envisage d’intenter une action légale à l’encontre des autorités de Hambourg, en réaction implicite aux imputations antérieures, ayant inopportunément incriminé les concombres espagnols comme vecteurs hypothétiques de la contamination. L’Allemagne enregistre son 17e décès.

### Diffusion en Grande-Bretagne
2 juin 2011 : l’épidémie touche la Grande-Bretagne : sept nouveaux cas ont été confirmés et, à l’instar des autres malades, tous ont transité par l’Allemagne.

### Embargo de la Russie
1er juin 2011 : La Russie stoppe l'importation de légumes en provenance de l’Union européenne. 

### Identification de la bactérie
1er juin 2011 :  alors que les concombres andalous sont officiellement mis hors de cause, l’organisation mondiale de la santé (OMS/WHO) révèle que la souche bactérienne d’Escherichia coli entérohémorragique (ECEH) présentement incriminée – O104-H4, STEC – n'aurait été identifiée qu’une seule fois, en Corée, en 2005, mais jamais en situation épidémique,. Les premières analyses génétiques suggèreraient qu'il se pourrait aussi éventuellement agir d'une mutation,, constituée de plusieurs bactéries conglomérées, hypothétiquement porteuses – pour certaines d’entre elles – de gènes potentiellement mortels, ce qui, le cas échéant, expliquerait la fulgurante dangerosité corrélée à l’ampleur de ce type d’épidémie,.
3 juin 2011 : le Centre européen de prévention et de contrôle des maladies, basé à Stockholm, confirme l’identification nominative de l’agent infectieux. Il s'agirait d’une bactérie Escherichia coli, affiliée à une souche rare, jamais détectée (jusqu’ici) dans une déclinaison épidémique,. Son appellation en serait la suivante : « 0104:H4 » ou, plus exhaustivement : →  « Stx2-positive, eae-négative, hly-négative, ESBL, aat, aggR, aap ». 

### Mystère croissant
En dépit des 199 nouveaux cas de contamination enregistrés, il semblerait que l’épidémie tendrait à se stabiliser. Néanmoins, le mystère s'épaissit, quant au vecteur causal de transmission, dont l’origine et l’identité, en l’état, persistent à demeurer incertaines, inconnues, sujettes à caution, voire en proie à diverses extrapolations contradictoires,. L’Institut Robert Koch –  chargé de la veille sanitaire, en Allemagne – continue de recommander aux consommateurs d’éviter la consommation de légumes crus, quelles qu’en soient la provenance et/ou l’origine. Même version, du côté du directeur de l’Institut fédéral d'évaluation des risques, Andreas Hensel, qui déclare, en substance : « La provenance des produits importe peu ». 

### Embargo libanais
3 juin 2011 : suivant l’exemple de la Russie, le Liban, à son tour, interdit les légumes européens.

### Vecteur inconnu
4 juin 2011 : les recherches stagnent. Le vecteur de la contamination persiste à demeurer non encore identifié. Les explorations circonstanciées de diverses autres pistes adjacentes – visant à retracer le parcours ou l’origine de la contamination – se sont soldées par un échec, dans le sens qu’elles n’ont pas réussi à être corroborées par des éléments de preuve suffisamment tangibles pour être subséquemment accréditées. La flambée épidémique causée par l’ECEH – ou syndrome hémolytique et urémique (SHU) – continue sa progression en Allemagne, selon l’Organisation mondiale de la santé, qui publie son 7e bulletin informatif.

### Graines germées suspectées
5 juin 2011 : 22 décès résultent désormais du SHU, lui-même entraîné par un contact liminaire – encore non identifié – avec l’ECEH. Une nouvelle piste est évoquée par Gert Lindemann (de) – ministre de l’Agriculture du Land de Basse-Saxe : elle pourrait impliquer une contamination survenue par le biais de graines germées, parmi lesquelles figureraient des haricots mungos, plus communément connus sous le nom de « germes de soja ». Le résultat d’analyses plus formelles est attendu pour le lundi 6 juin 2011.
6 juin 2011 : 18 déclinaisons de graines germées – dont celles issues des haricots mungos, des brocolis, des lentilles ou encore des radis – sont suspectées de véhiculer l’ECEH et d’être ainsi potentiellement responsables des pathologies récurrentes liées au SHU épidémique. Les investigations se focalisent notamment sur une entreprise spécifique, située dans l'arrondissement d’Uelzen. Au cours d'une conférence de presse à Hanovre, Gert Lindemann – ministre de l’Agriculture du Land de Basse-Saxe déclare : « La preuve définitive n'en a pas encore été apportée […] ; les présomptions sont toutefois si fortes que nous devons recommander aux consommateurs de renoncer – pour l'instant – à la consommation de graines germées ». Les exploitants de la ferme « bio » allemande « Gärtnerhof », soupçonnés d'être indirectement à l'origine de l’épidémie, font part de leur consternation, face aux imputations larvées portées à leur encontre : ils affirment n’utiliser strictement aucun engrais dans leur culture et, selon eux, aucun animal ne se trouverait localisé sur leurs exploitations agricoles. En fin de journée, les premiers résultats des analyses de laboratoire n’ont pas permis de retrouver l’agent infectieux dans les graines germées : sur 40 prélèvements déjà effectués, les 23 premiers échantillons analysés s’avèrent négatifs. L’alerte est cependant maintenue, eu égard au faisceau de convergences qui pourrait encore allusivement cibler l’entreprise précitée,,, notamment la perspective d’une possible contamination « antérieure, », voire un éventuel incident transitoire, impliquant fortuitement la chaîne de livraison, compte tenu du fait que plusieurs récipiendaires de la marchandise semblent avoir subséquemment révélé de nombreuses occurrences infectieuses à la chaîne par l’ECEH. Le bilan actuel fait désormais état de 25 morts,, en sus de plus de 2 200 cas de contaminations et complications pathologiques enregistrées en Europe. L’incertitude et le mystère continuent à planer sur l’identification originelle du vecteur causal.

### Dédommagements alloués
6 juin 2011 : La présidence hongroise de l’UE convoque l’ensemble des ministres européens de l’Agriculture et de la sécurité alimentaire à une réunion extraordinaire, qui doit se tenir le 7 juin 2011, à Luxembourg : thème central essentiellement axé sur les conséquences sanitaires et économiques subordonnées à l’épidémie de SHU, elle-même implicitement liée à l’essaimage de la bactérie ECEH.
8 juin 2011 : l’issue de la réunion intra-européenne précitée aboutit à une première proposition d’indemnisation, rendue publique, par l’entremise du commissaire européen : Dacian Cioloș. Un dédommagement liminaire, substantiel, de 180 millions d’euros, sera initialement alloué, à dessein de compenser – à hauteur de 30 % – les pertes financières endurées par les producteurs de légumes, eux-mêmes affectés par les conséquences économiques résultant de l’épidémie d’ECEH. Ce montant pourrait potentiellement permettre de renflouer environ 20 % à 66 % du manque à gagner, découlant des stocks de légumes invendus, dont les maraîchers sont concomitamment victimes. Alors que la source de la contamination demeure encore inconnue, l’Allemagne paraît observer une baisse sensible des cas de contamination. L’alarmisme – dont auraient fait preuve les autorités allemandes – est critiqué, notamment en raison des données et informations contradictoires qu’il aurait suscité, en sus des accusations arbitraires portées à l’encontre des agriculteurs, lesquels auraient été désignés – « à tort » – comme constituant le canevas originel de l’épidémie. 

### Nouveaux décès
8 juin 2011 : deux nouvelles incidences fatales de l’ECEH, survenues ce jour, portent le nombre des décès à 27,. Par ailleurs, on dénombre plus de 300 nouveaux cas de contamination par la même souche bactérienne. 

### Contaminations annexes
8 juin 2011 : La bactérie « Escherichia coli O104:H4 »  est décelée à Magdebourg, à partir des restes décomposés d’un concombre, extrait d’une poubelle à compost, appartenant à une famille elle-même contaminée,,,,. 
9 juin 2011 : le 30e décès – dû à la bactérie « Escherichia coli O104:H4 – est enregistré en Allemagne. Cependant, le nombre de contaminations continue à baisser. Une bactérie de type ECEH est détectée, en Thaïlande, sur des avocats. Toutefois, on ignore encore s’il s’agit de la même souche. Idem pour des pousses de betteraves néerlandaises, exportées vers l’Allemagne et la Belgique ! 

### Revalorisation des produits agricoles
9 juin 2011 : Diego López Garrido – ministre espagnol aux Affaires européennes – et son homologue allemand, Werner Hoyer, s’accordent à trouver conjointement un terrain d’entente, visant à revaloriser les produits issus de l’agriculture ibérique, injustement discriminés, selon eux, par les mesures prophylactiques précédentes. Il est convenu que le gouvernement espagnol ne réclamerait pas de compensations directes auprès de l’Allemagne, quand bien même demeurerait ouverte la perspective que, de leurs côtés, des producteurs espagnols privés puissent hypothétiquement intenter une procédure en aparté. Marian Bestelink, porte-parole des autorités sanitaires néerlandaises, annonce le retrait de la vente de pousses de betteraves suspectes, issues d’une production néerlandaise, après la découverte de lots contaminés par une variante de l’ECEH,.

### Graines germées accusées
10 juin 2011 : les contaminations à l’Escherichia coli O104:H4 rendraient de facto les graines germées responsables,, bien qu’aucune trace de cette bactérie n’ait jamais réussi à être décelée dans leurs analyses,. Toutefois, il semblerait qu’un « faisceau d’indices » concordants permettrait de les incriminer,. Cette conclusion est publiquement annoncée par Reinhard Burger, lors d’une conférence de presse triptyque, ayant réuni les organismes étatisés suivants : l’Institut Robert Koch, l’Office fédéral pour la protection des consommateurs et la sécurité alimentaire et l’Institut fédéral d'évaluation des risques. Trois nouveaux décès sont enregistrés en Allemagne. Le nouveau bilan fait état de 33 morts, et environ 3000 malades, recensés dans 14 pays, au cours des cinq dernières semaines.

### Indemnités complémentaires
11 juin 2011 : Gerd Sonnleitner (de) – président de la Fédération des agriculteurs allemands (DBV) – demande à l’UE d’accroître le montant de l’aide allouée aux agriculteurs européens, eux-mêmes touchés de plein fouet par les conséquences économiques résultant de la flambée épidémique d’ECEH. 

### Graines germées incriminées
11 juin 2011 : Bien que les graines germées soient « officiellement » désignées comme responsables, des doutes subsistent quant au vecteur causal originel de l’épidémie, d’autant que les autorités sanitaires thaïlandaises signalent désormais l’existence de choux-fleurs contaminés, importés d’Europe,. Des analyses complémentaires sont en cours, afin de confirmer – ou d’infirmer – l’hypothèse selon laquelle il se pourrait agir de la même souche bactérienne que celle antérieurement décelée en Allemagne, à savoir : Escherichia coli O104:H4.
12 juin 2011 : des analyses complémentaires paraissent confirmer la plausibilité d’une interaction imputable à une contamination survenue par le biais des graines germées. Le bilan mortifère passe à 35 décès.

### Bilan épidémiologique
12 juin 2011 : Nele Boehme, de l’Institut fédéral d'évaluation des risques (BfR) déclare  que, « jusqu'à ce jour, cette vague de cas d'ECEH et de syndrome hémolytique et urémique (SHU), en Allemagne, est la plus importante jamais recensée dans le monde, ».
13 juin 2011 : 36e décès recensé ;
14 juin 2011 : les suites fatales d’une contamination par la bactérie affectent – pour la première fois – un enfant en bas âge.
Le bilan – provisoire – fait état de : 
- 37 morts[51] ;

- une centaine de cas graves, comportant une détérioration des fonctions rénales[52] ;

- 3 255 cas de malades confirmés ou suspectés[52], répartis dans 16 pays : Allemagne, Danemark, Suède, Autriche, Canada, France, République tchèque, Grèce, Pays-Bas, Luxembourg, Norvège, Pologne, Espagne, Suisse, Grande-Bretagne et États-Unis[52]. L’essentiel des cas se situe au nord de l’Allemagne et concerne des adultes, dont deux tiers de femmes, le quart des personnes contaminées étant atteintes de syndrome hémolytique et urémique[53],[note 7].

25 juin 2011 – le bilan mortifère européen s’accroît : 43 décès.

### Nouveaux cas en France
25 juin 2011 : de nouveaux cas d’intoxications alimentaires – impliquant apparemment à nouveau certains types de graines germées – se produisent en France, à Bordeaux : dix patients contaminés, dont plusieurs cas de SHU ; l’un des malades est en réanimation. Selon l’Agence régionale de santé française, l’agent causal pourrait être le même que celui antérieurement détecté en Allemagne, soit : Escherichia coli O104:H40104.

## Pathogénie
L’une des particularités de cette épidémie est qu’elle cible l’adulte, alors que le syndrome hémolytique et urémique atteint essentiellement le jeune enfant.
L’autre particularité repose sur la source même de la contamination : végétale... et non animale comme pour le syndrome hémolytique et urémique classique.
L’infestation, dans un organisme humain, par Eschechiria Coli 0104:H4, produirait  des shiga-toxines (STEC), dont l’invasion s’avérerait actuellement réfractaire à presque toute forme d’antibiothérapie.

## Traitement
3 juin 2011 : L’Agence française de sécurité sanitaire des produits de santé – afssaps – autorise l'utilisation de l’éculizumab, selon le protocole consensuel allemand : patient avec diagnostic avéré et atteinte neurologique,. 
11 juin 2011 : les éditeurs du New England Journal of Medicine décident d’anticiper la date de publication d’un article, dont la teneur intrinsèque décrirait les observations cliniques résultant d’un nouveau traitement médicamenteux : son action en médecine conventionnelle ciblerait les manifestations pathogènes succédant à une contamination par la bactérie Escherichia coli O104:H4,.